# KISI – God's singing kids

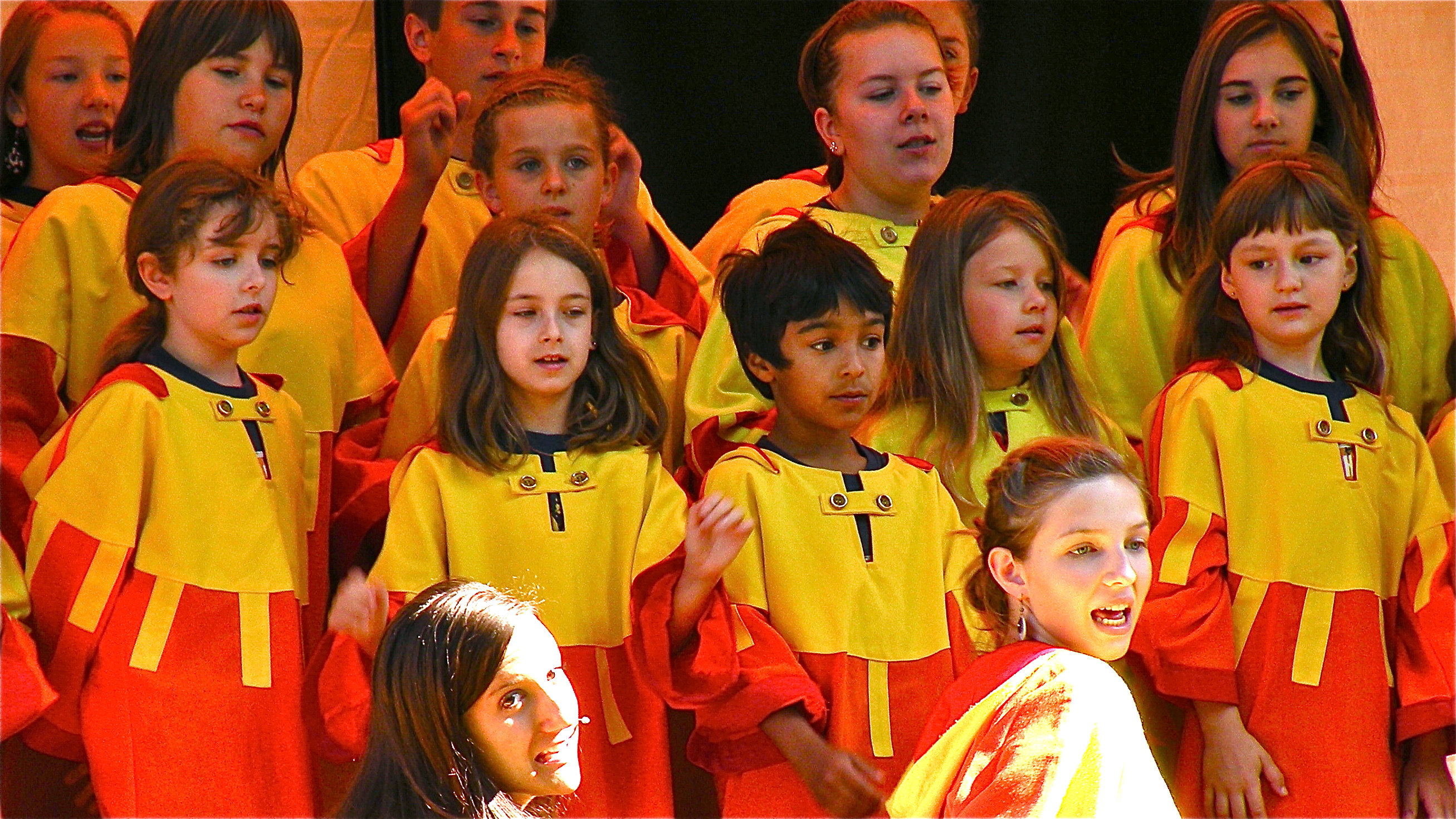
KISI – God's singing kids bij de 36e Mühlviertler Kinderspielen in Perg, Oostenrijk

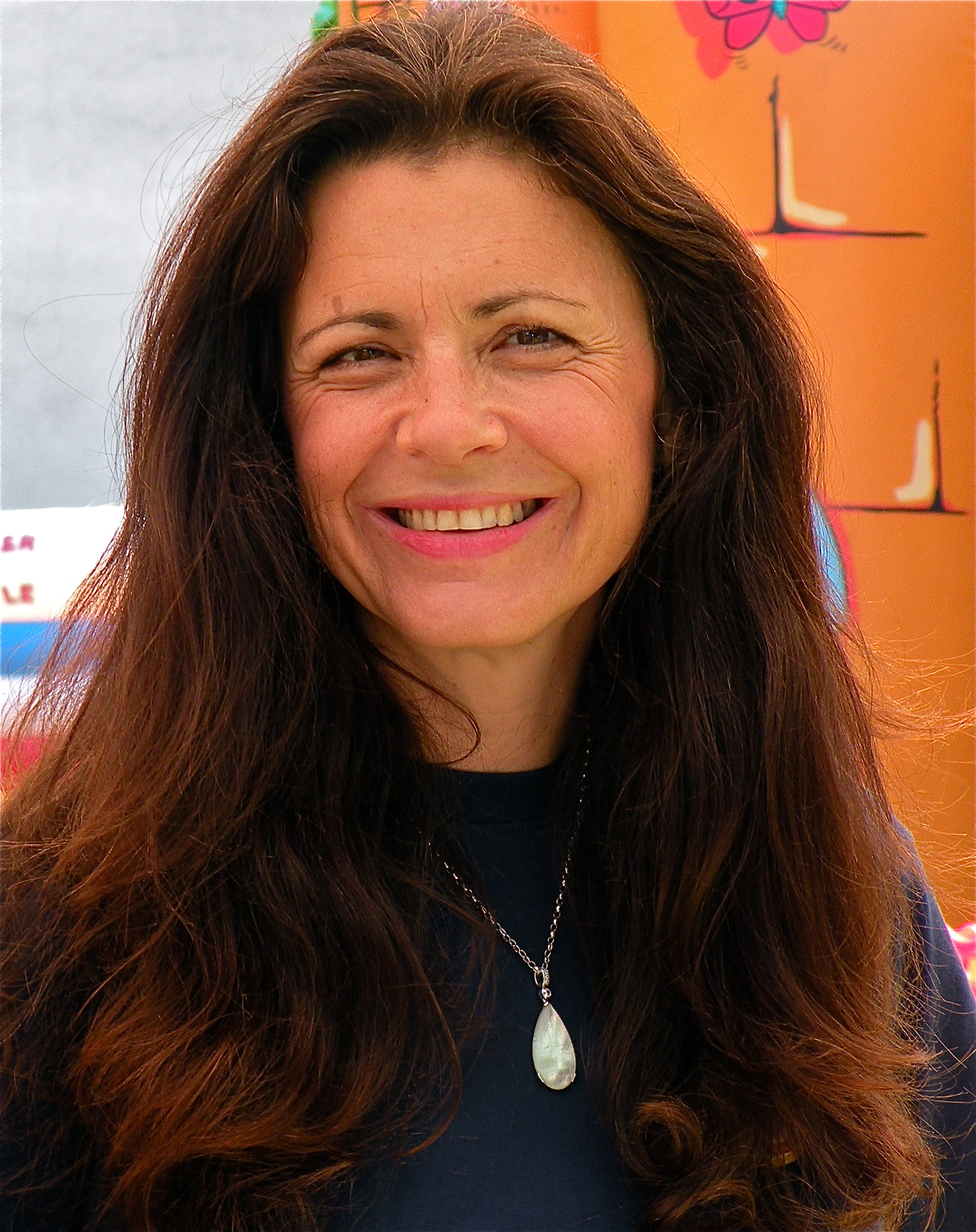
Birgit Minichmayr, pastoraal assistente en componiste

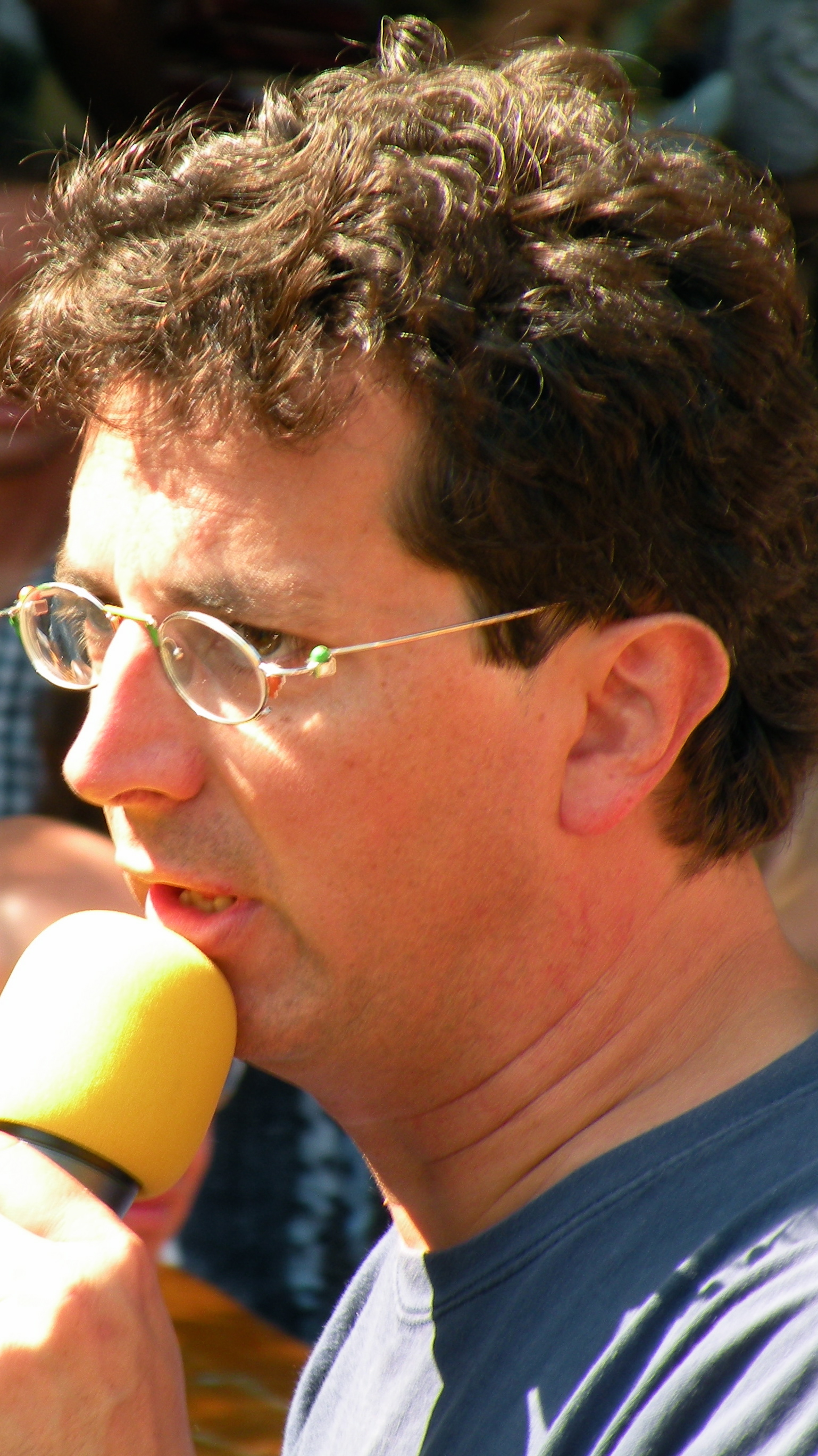
Hannes Minichmayr, pastoraal assistent, stichtte met zijn vrouw Birgit "KISI - God's singing kids"

KISI – God's singing kids (afgekort KISI, voorheen KISI-Kids), is een internationale gemeenschap van kinderen, jongeren en volwassenen, die door liederen en musicals hun geloof uitdragen. KISI is een katholieke beweging met een oecumenische opdracht. Deze gemeenschap in 2008 vanuit Oostenrijk naar Nederland gekomen.

## Geschiedenis
KISI startte in 1993 als een kinderzanggroep van een parochie in Altmünster, Oostenrijk. Deze groep werd opgericht door Hannes en Birgit Minichmayr. Door middel van dans en zang werd geprobeerd om het Evangelie van Jezus Christus door te geven. In december dat jaar vond de eerste musicalopvoering plaats. De eerste tournee vond plaats in 1995. Birgit vertaalde in 1997 de musical "Hark The Herald Angel" met de Duitse titel "Eine himmlische Aufregung".
In 1998 vond het eerste KISI-Fest in Oostenrijk plaats, een jaarlijks terugkerend evenement waarbij musicalopvoeringen en geloofsopbouw centraal staan. Toentertijd startte dit met 150 deelnemers. In 2004 was dit aantal gegroeid tot 1000. Tussen de jaren 2000 en 2006 werden 14 Duitstalige Cd's geproduceerd. In 2007 vond voor het eerst in Nederland en België een tournee plaats.
In 2008 is KISI in Nederland ontstaan. Dit gebeurde nadat een groep van 23 kinderen uit Nederland op bezoek gingen in Traunkirchen om de musical "De barmhartige vader" in te studeren. Sinds deze tijd is KISI in Nederland steeds verder gegroeid. In 2011 vond in Tilburg het eerste Nederlandse KISI-Feest plaats. Door verschillende groepen in Nederland worden in heel Nederland jaarlijks tientallen musicals opgevoerd. Vanaf 2012 vinden in Vlaanderen ook tweemaal per jaar tournees plaats van de Vlaamse KISI-Groep.

## KISI Internationaal[2]
KISI-Groepen bestaan sinds:
- 1993 in Altmünster (Oostenrijk),
- 1999 in Hermagor/Karinthië (Oostenrijk),
- 2002 in Vorarlberg/Unterland (Oostenrijk),
- 2003 in Wenen (Oostenrijk),
- 2003 in Italië,
- 2004 in Vorarlberg/Oberland (Oostenrijk),
- 2008 in Nederland,
- 2011 in Oeganda,
- 2012 in Duitsland,
- 2012 in Vlaanderen,
- 2013 in Hongarije,
- 2013 in Israël.

## Nederlandse producties
Zie voor de internationale producties de Wikipedia pagina van KISI - God's singing kids in het Duits.

### Musicals
- De barmhartige vader (2008)
- De hemel op stelten (2010)
- Lilli en de ongelofelijke comeback (2011)
- Paulus (2012)
- Sterrennacht (2014)
- Sterrennacht in Bethlehem (2015)
- Wie is je Naaste (Minimusical) (2017)
- Spector - Het beste zit van binnen (Minimusical) (2018)
- Quinty's Droom (Minimusical) (2019)

### CD's[3]
- Nooit meer alleen (2009)
- Paulus (2010)
- De hemel op stelten (2011)
- Blessings (2013)
- Sterrennacht in Betlehem (2015)
- Lilli en de ongelofelijke comeback (2015)
- De barmhartige vader (2016)
- Hé Hallo! (2017)
- 1000 ideeën (2017)
- Spector - Het beste zit van binnen (2018)

## Weblinks
- Officiële Nederlandstalige website
- Internationale website (Engelstalig)